# Корман, Роджер
Ро́джер Уи́льям Ко́рман (англ. Roger William Corman; 5 апреля 1926[…], Детройт, Мичиган — 9 мая 2024, Санта-Моника, Калифорния) — американский кинорежиссёр и продюсер, снявший большое количество фильмов категории В (преимущественно фильмы ужасов низкого класса и боевики). Его называли «королём фильмов класса Б» и «королём драйв-инов» (кинотеатров под открытым небом). Корман прославился как режиссёр, способный снимать фильмы с феноменальной скоростью и с минимальным бюджетом. Фильм «Магазинчик ужасов» (1960), по слухам, был снят за рекордные 2 дня за $30 000. Пик творческой активности Кормана пришёлся на 1950-е и 1960-е годы. В это время он снял, помимо прочего, серию готических фильмов по мотивам книг Эдгара По с участием актёра Винсента Прайса — они вошли в число его наиболее признанных критиками картин. После 1971 года он почти прекратил снимать фильмы лично, как режиссёр, но продолжал продюсировать работы других режиссёров.
В 2009 году Корман был удостоен почётного «Оскара» за вклад в кинематограф. Многие знаменитые режиссёры Голливуда начинали карьеру под руководством Кормана. В их числе были Фрэнсис Форд Коппола, Джеймс Кэмерон, Мартин Скорсезе и Джонатан Демми. Впоследствии в знак признательности некоторые из них давали Корману эпизодические роли в своих фильмах (см. ниже).

## Биография

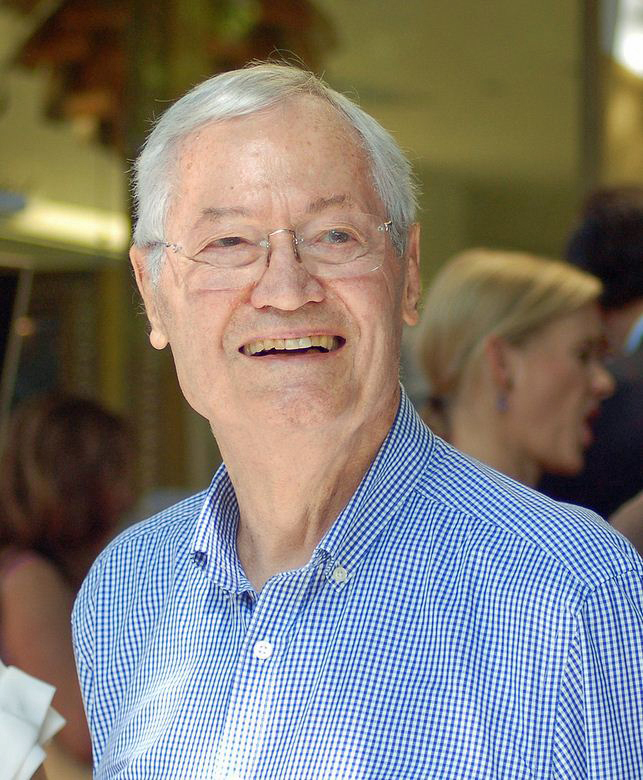
Роджер Корман в 2012 году

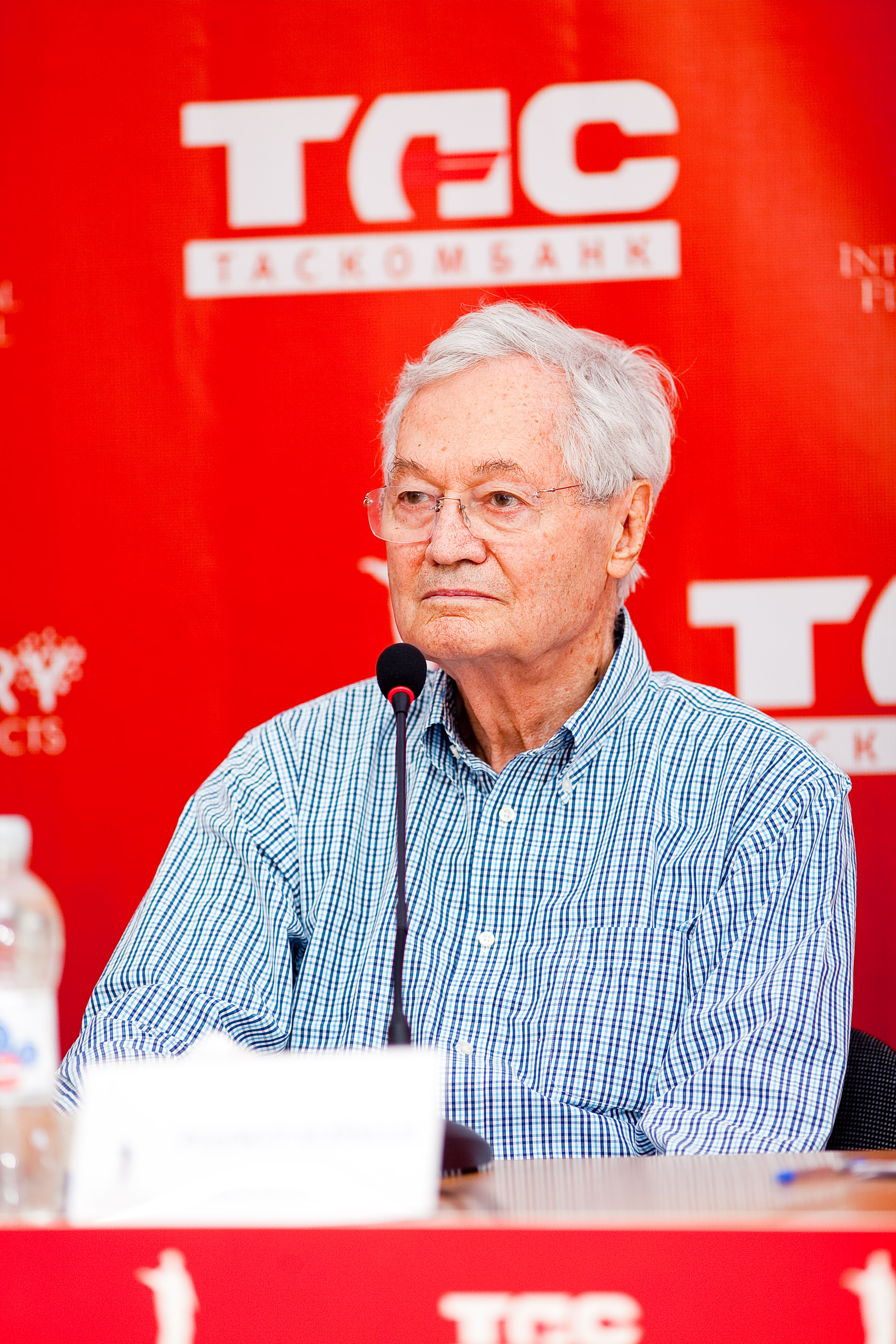
Корман на Одесском международном кинофестивале, июль 2013 года

Роджер Корман родился 5 апреля 1926 года в городе Детройт в семье Анны и Уильяма Корманов. Его отец был инженером, и Роджер пошёл по стопам отца и получил инженерное образование. Первые свои шаги в кинематографе Корман начинал как разнорабочий в кинокомпании 20th Century Fox, но скоро стал заниматься анализом сценариев, которые приходили в студию и могли стать основой для сюжета будущего фильма. Поучаствовать непосредственно в процессе создания фильма ему удалось в 27 лет (в качестве сценариста и продюсера). Начало его кинематографической деятельности было положено сотрудничеством с дистрибьютерской компанией American Releasing Corporation, переименованной потом в American International Pictures. Первый срежиссированный им фильм, вышедший в 1954 году, назывался «Монстр со дна океана» и был снят с бюджетом 10 тысяч долларов. Однако в релизе было поставлено имя другого режиссёра.
Корман стал одним из основных поставщиков фильмов для распространения компанией American International Pictures. Он отличался способностью снимать фильмы со скромным бюджетом и в очень сжатые сроки. Корман старался экономить на всём, что касалось киносъёмок. Так, летучие мыши, которые появились в его в фильме «Немёртвые», остались после съёмок фильма «Оно захватило мир». Кроме того, Корман старался снимать такие фильмы, которые отвечали желаниям и вкусам зрителя.
В 1960 году отношение к кинопроизводству у Кормана меняется, и он снимает цветной фильм под названием «Падение дома Ашеров» с применением новых технологий. Главную роль в нём сыграл Винсент Прайс. Эта картина стала первой в серии экранизаций произведений Эдгара Аллана По, принёсшей Корману известность и определённый имидж. Корман признавал, что в начале 1960-х годов в СССР снимали картины с высоким изобразительным уровнем и передовым монтажом. Роджер Корман отредактировал и адаптировал для американского проката советские картины «Небо зовёт» и «Планета бурь». В результате очень спорного нового монтажа, изменения идеологической составляющей и дополнительной съёмки отдельных сцен появились новые фильмы: «Битва за пределами Солнца», «Путешествие на доисторическую планету».
В конце 1970-х годов Корман женится на Джули Халлоран. После женитьбы он прекращает снимать фильмы, создаёт собственную продюсерскую компанию New World Pictures и занимается лишь продюсированием и написанием сценариев. Однако в 1983 году он продаёт компанию и создаёт новую — Concorde Pictures, которая была переименована в Concorde — New Horizons.
С работы с Корманом началась карьера многих знаменитых кинематографистов: в частности, первой работой Френсиса Форда Коппола как режиссёра был их совместный фильм «Битва за пределами Солнца». Корман продюсировал его первый фильм «Безумие-13». Он открыл таланты Джека Николсона, Питера Фонды, Роберта де Ниро.
Умер 9 мая 2024 года в своём доме в Санта-Монике, штат Калифорния, в возрасте 98 лет.

## Фильмография

### Режиссёр
- 1955 — Пять ружей Запада / Five Guns West
- 1955 — Женщина из племени апачей / Apache Woman
- 1955 — День, когда Земле пришёл конец / Day the World Ended
- 1956 — Болотные женщины / Swamp Women
- 1956 — Женщина из Оклахомы / The Oklahoma Woman
- 1956 — Оно захватило мир / It Conquered the World
- 1956 — Стрелок / Gunslinger
- 1956 — Тварь с миллионом глаз / The Beast with a Million Eyes (в титрах не указан)
- 1957 — Обнажённый рай / Naked Paradise
- 1957 — Не с этой Земли / Not of This Earth
- 1957 — Атака крабов-монстров /Attack of the Crab Monsters
- 1957 — Рок всю ночь / Rock All Night
- 1957 — Не мёртвые / The Undead
- 1957 — Кукла-подросток / Teenage Doll
- 1957 — Девушка из колледжа / Sorority Girl
- 1957 — Карнавальный рок / Carnival Rock
- 1958 — Сага о женщинах-викингах и об их путешествии к водам Великого морского змея / The Saga of the Viking Women and Their Voyage to the Waters of the Great Sea Serpent
- 1958 — Война спутников / War of the Satellites
- 1958 — Пулемётчик Келли / Machine-Gun Kelly
- 1958 — Богиня Акульего рифа / She Gods of Shark Reef
- 1958 — Троглодит-подросток / Teenage Cave Man
- 1959 — Я бандит / I Mobster
- 1959 — Бадья крови / A Bucket of Blood
- 1959 — Женщина-оса / The Wasp Woman
- 1960 — Атака горнолыжной бригады / Ski Troop Attack
- 1960 — Падение дома Ашеров / House of Usher
- 1960 — Последняя женщина на Земле / Last Woman on Earth
- 1960 — Магазинчик ужасов / The Little Shop of Horrors
- 1961 — Атлас / Atlas
- 1961 — Существо из моря с привидениями / Creature from the Haunted Sea
- 1961 — Колодец и маятник / The Pit and the Pendulum
- 1962 — Преждевременные похороны / The Premature Burial
- 1962 — Захватчик / The Intruder
- 1962 — Истории ужаса / Tales of Terror
- 1962 — Башня смерти / Tower of London
- 1963 — Молодые гонщики / The Young Racers
- 1963 — Ворон / The Raven
- 1963 — Страх / The Terror
- 1963 — Заколдованный замок / The Haunted Palace
- 1963 — Человек с рентгеновскими глазами / X: The Man with the X-ray Eyes
- 1964 — Маска Красной смерти / The Masque Of The Red Death
- 1964 — Тайное вторжение / The Secret Invasion
- 1964 — Гробница Лигейи / The Tomb of Ligeia
- 1966 — Дикие ангелы / The Wild Angels
- 1967 — Время убивать / A Time for Killing (закончен Филом Карлсоном)
- 1967 — Резня в день Святого Валентина / The St. Valentine’s Day Massacre
- 1967 — Трип / The Trip
- 1968 — Безумные гонщики / The Wild Racers (в титрах не указан)
- 1969 — Де Сад / De Sade (в титрах не указан)
- 1969 — Цель: Гарри / Target: Harry
- 1970 — Кровавая мама / Bloody Mama
- 1970 — Газ! Или как пришлось уничтожить мир, чтобы его спасти / Gas-s-s-s
- 1971 — Фон Рихтгофен и Браун / Von Richthofen and Brown
- 1978 — Смертельный спорт / Deathsport (в титрах не указан)
- 1990 — Франкенштейн освобождённый / Frankenstein Unbound

### Сценарист
- 1990 — Франкенштейн освобожденный / Frankenstein Unbound

### Продюсер
- 1954 — Монстр со дна океана / Monster from the Ocean Floor
- 1954 — Быстрые и яростные / The Fast and the Furious
- 1958 — Ночь кровавой твари / Night of the Blood Beast
- 1963 — Безумие-13 / Dementia 13
- 1965 — Путешествие на доисторическую планету / Voyage to the Prehistoric Planet
- 1966 — Кровавая баня / Blood Bath
- 1966 — Флот против ночных чудовищ / The Navy vs. the Night Monsters (в титрах не указан)
- 1967 — Дьявольские ангелы / Devil’s Angels
- 1968 — Мишени / Targets
- 1968 — Путешествие на планету доисторических женщин / Voyage to the Planet of Prehistoric Women
- 1970 — Ужас в Данвиче / The Dunwich Horror
- 1972 — Берта по прозвищу Товарный Вагон / Boxcar Bertha
- 1973 — Сладкое убийство / Sweet Kill
- 1973 — Я сбежал с острова Дьявола / I Escaped from Devil’s Island
- 1974 — Страсть за решёткой / Caged Heat
- 1974 — Бойцовский петух / Cockfighter
- 1974 — Арена / The Arena
- 1974 — Нехорошая мамаша / Big Bad Mama
- 1975 — Смертельные гонки 2000 / Death Race 2000
- 1975 — Капоне / Capone
- 1976 — Опьянённый борьбой / Fighting Mad
- 1977 — Большая автокража / Grand Theft Auto
- 1977 — Я никогда не обещала тебе сад из роз / I Never Promised You a Rose Garden
- 1977 — Гром и молния / Thunder and Lightning
- 1978 — Пиранья / Piranha
- 1979 — Школа рок-н-ролла / Rock ’n’ Roll High School
- 1979 — Святой Джек / Saint Jack
- 1979 — Быстрый Чарли… гонщик лунного света / Fast Charlie… the Moonbeam Rider
- 1980 — Битва за пределами звёзд / Battle Beyond the Stars
- 1981 — Галактический террор / Galaxy of Terror
- 1981 — Смоки кусает пыль / Smokey Bites the Dust
- 1982 — Запретный мир / Forbidden World
- 1983 — Космические охотники / Space Raiders
- 1983 — Пригород / Suburbia
- 1983 — Любовные письма / Love Letters
- 1985 — Кокаиновые войны / Cocaine Wars
- 1986 — Амазонки / Amazons
- 1987 — Сладкая месть / Sweet Revenge
- 1987 — Кровавая вечеринка 2 / Slumber Party Massacre II
- 1987 — Обжоры / Munchies
- 1987 — Нехорошая мамаша 2 / Big Bad Mama II
- 1988 — Энди и воздушные рейнджеры / Andy Colby’s Incredible Adventure
- 1989 — Маска Красной смерти / Masque of the Red Death
- 1989 — Внутренний страх / The Terror Within
- 1989 — Кровавый кулак / Bloodfist
- 1989 — Двое в танго / Two to Tango
- 1990 — Голая одержимость / Naked Obsession
- 1990 — Кровавая вечеринка 3 / Slumber Party Massacre III
- 1990 — Наблюдатели 2 / Watchers II
- 1991 — Умереть стоя / To Die Standing
- 1991 — Неродившийся ребёнок / The Unborn (в титрах не указан)
- 1991 — Огненное поле / Field of Fire
- 1991 — Кровавый кулак 3: Вынужденный поединок / Bloodfist III: Forced to Fight
- 1991 — Убийственный импульс / Killer Instinct
- 1992 — Манчи / Munchie
- 1993 — Восставший Дракула / Dracula Rising
- 1994 — Ангел разрушения / Angel of Destruction
- 1994 — Фантастическая четвёрка / The Fantastic Four
- 1995 — Дьявольская симфония / Hellfire
- 1997 — Чёрный скорпион 2: В эпицентре взрыва / Black Scorpion II
- 1998 — Очень несчастный лепрекон / A Very Unlucky Leprechaun
- 1999 — Призраки адского дома / The Haunting of Hell House
- 1999 — Белый пони / White Pony
- 2000 — Клуб самоубийц / The Suicide Club
- 2000 — Опасная кривая / Dangerous Curves
- 2000 — Бегущая мишень / Moving Target
- 2000 — Сумерки / Nightfall
- 2001 — Раптор / Raptor
- 2006 — Миссия спасения / The Hunt for Eagle One
- 2006 — Миссия спасения 2: Точка удара / The Hunt for Eagle One: Crash Point
- 2007 — Охота на динозавра / Supergator
- 2008 — Циклоп / Cyclops
- 2010 — Акулозавр / Dinoshark
- 2010 — Акулосьминог / Sharktopus
- 2012 — Атака 50-футовой чирлидерши / Attack of the 50 Foot Cheerleader
- 2015 — Акулосьминог против Птеракуды / Sharktopus vs. Pteracuda
- 2015 — Кулак дракона / Fist of the Dragon
- 2015 — Акулосьминог против Китоволка / Sharktopus vs. Whalewolf
- 2017 — Смертельные гонки 2050 / Death Race 2050

### Исполнительный продюсер
- 1958 — Горячая девушка с авто / Hot Car Girl
- 1958 — Плачущий убийца / The Cry Baby Killer
- 1959 — Нападение гигантских пиявок / Attack of the Giant Leeches
- 1960 — Битва на кровавом острове / Battle of Blood Island
- 1972 — Грешные роллеры / Unholy Rollers
- 1976 — Ешь мою пыль! / Eat My Dust!
- 1978 — Лавина / Avalanche
- 1982 — Колдунья / Sorceress
- 1983 — Ловчий смерти / Deathstalker
- 1985 — Королева варваров / Barbarian Queen
- 1987 — Ловчий смерти 2: Битва титанов / Deathstalker II
- 1987 — Раздетая для убийства / Stripped to Kill
- 1988 — Ангелы-хранители / Watchers
- 1989 — Поворот на Трансильванию / Transylvania Twist
- 1989 — Повелители глубин / Lords of the Deep
- 1989 — Танец проклятых / Dance of the Damned
- 1989 — Следопыты времени / Time Trackers
- 1990 — Кровавая вечеринка 3 / Slumber Party Massacre III
- 1992 — Чёрный пояс / Blackbelt
- 1992 — В постели с вампиром / To Sleep with a Vampire
- 1992 — Ультрафиолетовая / Ultraviolet
- 1993 — Карнозавр / Carnosaur
- 1993 — Месть Красного Барона / Revenge of the Red Baron
- 1993 — 800 льё вниз по Амазонке / Eight Hundred Leagues Down the Amazon
- 1993 — Амазонка в огне / Fire on the Amazon
- 1993 — Пропала маленькая миллионерша / Little Miss Millions
- 1994 — Воин племени шайеннов / Cheyenne Warrior
- 1994 — Неродившийся ребёнок 2 / The Unborn 2
- 1994 — Карнозавр 2 / Carnosaur II
- 1994 — Коси газон! / No Dessert, Dad, till You Mow the Lawn
- 1995 — Диллинджер и Капоне / Dillinger and Capone
- 1995 — Чужой внутри / Alien Within
- 1995 — Крысиные похороны / Burial Of The Rats
- 1995 — Шпион внутри / The Flight of the Dove
- 1995 — Кровавый кулак 7: Охота на человека / Bloodfist VII: Manhunt
- 1995 — Чёрный скорпион / Black Scorpion
- 1995 — Смертельный вирус / Terminal Virus
- 1995 — Пулемётный блюз / Black Rose of Harlem
- 1995 — Подозрительное устройство / Suspect Device
- 1995 — Пиранья / Piranha
- 1995 — Извращённая любовь / Twisted Love
- 1995 — Пришелец с другой планеты / Not of This Earth
- 1995 — Женщина-оса / The Wasp Woman
- 1995 — Виртуальное соблазнение / Virtual Seduction
- 1995 — Тюрьма 3000 года / Caged Heat 3000
- 1995 — Ведро крови / A Bucket of Blood
- 1995 — Костоправ / Sawbones
- 1996 — Соблазн подсознания / Subliminal Seduction
- 1996 — Бесчеловечный / Inhumanoid
- 1996 — Добро пожаловать на планету Земля! / Alien Avengers
- 1996 — Твари из бездны / Humanoids from the Deep
- 1996 — Смертельный вызов / Death Game
- 1996 — Последняя надежда Земли / Last Exit to Earth
- 1996 — Маркиз де Сад / Marquis de Sade
- 1996 — Дом проклятых / House Of The Damned
- 1996 — Вампирелла / Vampirella
- 1996 — Карнозавр 3 / Carnosaur III: Primal Species
- 1997 — Инферно / Inferno
- 1997 — Извержение вулкана / Eruption
- 1998 — Время под огнём / Time Under Fire
- 1998 — Пророк / Prophet
- 1998 — Звёздный портал / Star Portal
- 1998 — Гром в пустыне / Desert Thunder
- 1998 — Наблюдатели: Возрождение / Watchers: Reborn
- 1998 — Пастырь / Shepherd
- 1998 — Блуждающая пуля / Stray Bullet
- 2001 — Долина лавин / Avalanche Alley
- 2002 — Оборотни / Wolfhound
- 2004 — Динокрок / Dinocroc
- 2008 — Смертельная гонка / Death Race
- 2010 — Смертельная гонка 2: Франкенштейн жив / Death Race 2
- 2010 — Динокрок против динозавра / Dinocroc vs. Supergator
- 2011 — Верблюжьи пауки / Camel Spiders
- 2012 — Смертельная гонка 3: Ад / Death Race 3: Inferno
- 2012 — Пираньяконда / Piranhaconda
- 2014 — Операция «Возмездие» / Operation Rogue
- 2018 — Смертельная гонка 4: Вне анархии / Death Race: Beyond Anarchy

### Актёр
- 1974 — Крестный отец 2 / The Godfather Part II — один из членов сенатского комитета
- 1982 — Положение вещей / State of Things, The — юрист
- 1991 — Молчание ягнят / Silence Of The Lambs, The — Хайден Бёрк (глава ФБР)
- 1993 — Мешки для трупов / Body Bags
- 1993 — Филадельфия / Philadelphia
- 2004 — Маньчжурский кандидат / The Manchurian Candidate — государственный секретарь, камео
- 2010 — Акулосьминог / Sharktopus — мужчина на пляже, камео